# Ортоскопічний об'єктив
Ортоскопічний об'єктив — об'єктив або оптична система, вільні від дисторсії, або такі, в яких дисторсія знехтовно мала і не впливає на характер зображення. Іншими словами, лінійне збільшення такого об'єктива стале на будь-якій відстані від оптичної осі. Завдяки цьому утворене об'єктивом ортоскопічне зображення зберігає геометричну подібність із зображуваними предметами, строго підкоряючись законам лінійної перспективи. Ортоскопічними можна вважати переважну більшість об'єктивів для фотографія, кінематографу і телебачення, а також майже всі проєкційні. Такі об'єктиви не вносять у зображення спотворень, і прямі лінії відображаються прямими. Протилежними властивостями володіють дисторсійні об'єктиви типу «риб'яче око», які відображають прямі лінії дугами.
Одним з перших об'єктивів з високою ортоскопічністю 1866 року став апланат Далльмеєра симетричної конструкції. Ортоскопічність об'єктива найважливіша у фотограмметрії, оскільки за значної дисторсії точно виміряти за фотографією відстані на знятих об'єктах неможливо. У цифровій панорамній фотографії, одержуваній склеюванням серії знімків, ортоскопічному об'єктиву відповідає «плоска» проєкція, яку англійською позначають словом Rectilinear, що означає «прямолінійний».